# Överprövning
Överprövning är den prövning en högre instans gör av ett beslut inom offentlig rätt. Överprövning kan göras på grund av överklagande eller på grund av lagregler om obligatorisk överprövning.

## Exempel
I svenska upphandlingar kan en som lämnat anbud begära prövning av ett upphandlingsförfarande eller något krav i en offentlig upphandling, innan upphandlingen avslutats genom att ett avtal träffas med en/flera leverantör/er. För att kunna begära överprövning måste man som leverantör på något sätt vara berörd av upphandlingen. Detta betyder inte att man skall ha deltagit i upphandlingen, utan det räcker att man skulle kunnat antagits som leverantör. Överprövning lämnas skriftligen hos Förvaltningsrätten i de län där upphandlande enhet verkar.
Beslut av svensk åklagare, till exempel att lägga ned en förundersökning, kan överprövas av Åklagarmyndighetens utvecklingscentrum om någon begär det.
Detaljplaner kan i Sverige överprövas av länsstyrelsen om den anser att vissa krav inte är uppfyllda. Kommunerna ska därför överlämna antagna detaljplaner till länsstyrelsen för bedömning.

## Statistik
Hovrätter överprövar en ökande andel av tingsrättens domar (en ökning från 40,3 procent år 2007 till 59,1 procent år 2014 i genomsnitt i landet), och överklagan leder mer ofta till strafflindring än straffskärpning. Se följande statistik från Svea hovrätt:
| Period           | Andel av överprövade domar som gav | Andel av överprövade domar som gav |
| Period           | strafflindring                     | straffskärpning                    |
| ---------------- | ---------------------------------- | ---------------------------------- |
| Juli - dec 2010  | 59 %                               | 38 %                               |
| Jan - april 2015 | 61%                                | 36 %                               |